# Сейсмічне районування
Районування сейсмічне (рос. районирование сейсмическое, англ. seismic zoning, seismic regionalization, нім. seismische Rayonierung f) — розділення територій на райони різної сейсмічної активності. 

## Загальний опис
При проведенні Р.с. враховуються результати наслідків землетрусів, що відбулися, розташування гіпоцентрів землетрусів різної сили, статистичні відомості про повторюваність землетрусів певних енергетичних класів, відомості про тектонічну і геоморфологічну будову. На картах Р.с. для кожного району вказується інтенсивність можливих землетрусів, яка оцінюється звичайно за 12-бальною шкалою. Щоб показати силу можливих землетрусів узагальнюється положення ізосейст раніше зареєстрованих землетрусів. Карти Р.с. звичайно будують у масштабах 1:2 500 000 — 1:10 000 000, оскільки кожний сильний землетрус захоплює велику територію. Ці карти основані на тектонічних і сейсмічних даних і входять до складу норм і правил сейсмостійкого будівництва. Крім цього, проводиться сейсмічне мікрорайонування, необхідне для оцінки ступеня руйнування від землетрусів в межах міст або районів. При цьому враховується приріст або зменшення їх бальності по відношенню до середньої величини з урахуванням характеру ґрунтів (склад корінних і пухких відкладів, потужність шарів з різними фізичними параметрами), положення рівня ґрунтових вод і особливостей рельєфу місцевості.

## Інтернет-ресурси
- Seismic regionalization//C. F. Richter/ Bulletin of the Seismological Society of America (1959) 49 (2): 123—162. [Архівовано 23 липня 2020 у Wayback Machine.]
- Seismic Regionalization of Michoacan, Mexico and Recurrence Periods for Earthquakes. Magaña García, N.; Figueroa-Soto, Á.; Garduño-Monroy, V. H.; Zúñiga, R.